# Stefan Lövgren
Stefan Lövgren (født 21. december 1970) er en tidligere svensk håndboldspiller, der har spillet mere end 200 landskampe for det svenske landshold og scoret over 1000 mål.
Han spillede på klubplan størstedelen af sin karriere hos Bundesligaklubben THW Kiel.
Før han blev professionel i Tyskland, spillede han for det svenske hold Redbergslid IK.